# Camponotus elysii
Camponotus elysii är en myrart som beskrevs av Mann 1919. Camponotus elysii ingår i släktet hästmyror, och familjen myror. Inga underarter finns listade.